# Holodnîk, Romnî
Holodnîk (în ucraineană Холодник) este un sat în comuna Andriivka din raionul Romnî, regiunea Sumî, Ucraina.

## Demografie
Componența lingvistică a localității Holodnîk
     Ucraineană (96,94%)
     Rusă (3,06%)
Conform recensământului din 2001, majoritatea populației localității Holodnîk era vorbitoare de ucraineană (96,94%), existând în minoritate și vorbitori de rusă (3,06%).